# César Borgia (film, 1912)
Pour les articles homonymes, voir Borgia (homonymie).
Pour plus de détails, voir Fiche technique et Distribution.
César Borgia (titre original : Cesare Borgia) est un film italien réalisé par Gerolamo Lo Savio, sorti en 1912.
Ce film muet en noir et blanc met en scène l'assassinat de Jean Borgia, frère de César Borgia, qui sera fortement soupçonné d'avoir commandité le meurtre, en raison de la jalousie qu'il éprouvait à l'égard de Jean.

## Fiche technique
- Titre original : Cesare Borgia
- Réalisation : Gerolamo Lo Savio
- Scénario : Gerolamo Lo Savio, d'après une tragédie de Giovanni Viscardini, Cesare Borgia (1865)
- Société de production : Film d'Arte Italiana
- Société de distribution : Film d'Arte Italiana (Italie) ; Pathé Frères (France) ; Kinematograph Trading Company (Royaume-Uni)
- Pays d'origine :  Royaume d'Italie
- Langue : italien
- Format : Noir et blanc – 1,33:1 – 35 mm – Muet
- Genre : Drame historique
- Longueur de pellicule : 690 m
- Durée : 25 minutes
- Année : 1912
- Dates de sortie :
  -  Royaume d'Italie : août 1912
  -  Espagne : août 1912
  -  Royaume-Uni : 7 septembre 1912
  -  France : 18 octobre 1912 (Cinéma Omnia Pathé[1], 5 boulevard Montmartre, Paris)[2]
- Autres titres connus :
  -  Espagne : César Borgia
  -  Royaume-Uni : C(a)esar Borgia
  -  États-Unis : C(a)esar Borgia

## Distribution
- Giovanni Pezzinga : César Borgia (Cesare Borgia)
- Ubaldo Pittei : Jean Borgia (Giovanni Borgia)
- Vittorio Rossi Pianelli : (pape) Alexandre VI
- Maria Jacobini : Sancie (Sancia)
- Francesca Bertini